# اولیویا چو
اولیویا چو (انگلیسی: Olivia Chow؛ زادهٔ ۲۴ مارس ۱۹۵۷) سیاستمداراهل کانادا است که در ژوئن ۲۰۲۳ به عنوان شهردار تورنتو انتخاب شد. پیش‌تر، چاو عضو حزب دموکراتیک جدید (ان‌دی‌پی) بود و از سال ۲۰۰۶ تا ۲۰۱۴ به عنوان نماینده در پارلمان کانادا حضور داشت. او همچنین در دو مقطع متفاوت عضو شورای شهر تورنتو بود.